# Crescita batterica
La crescita dei microrganismi è descritta come un incremento dei costituenti cellulari che porta all'aumento di dimensioni della cellula batterica, all'aumento numerico della popolazione batterica o entrambe le cose. Se un microrganismo aumenta di dimensioni e non si divide è detto cenocitico. In questo caso non si ha aumento numerico della popolazione. Se un microrganismo aumenta di dimensioni e si divide dando origine a due cellule figlie fa aumentare il numero di cellule della popolazione.
Ci sono vari modi per cui l'organismo può crescere e successivamente dividersi:
- scissione binaria
- crescita apicale

## La curva di crescita

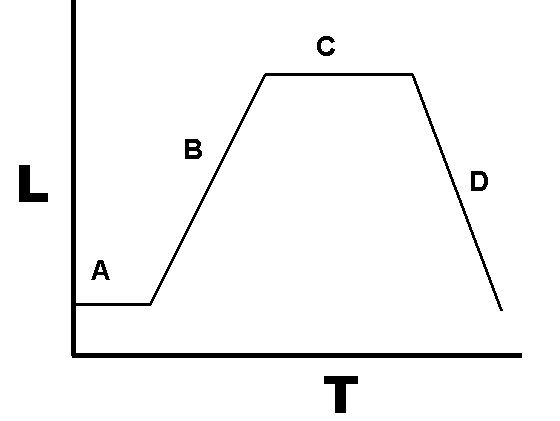
Curva di crescita batterica, grafico semilogaritmico. A: fase di latenza B: fase di crescita esponenziale C: fase stazionaria D: fase di declino

Quando un microrganismo colonizza un nuovo ambiente, il suo modo di moltiplicarsi non è costante ma dipende dalle caratteristiche dell'ambiente, dalla temperatura e dal tipo di microrganismo.
Riportando su un grafico cartesiano in ascissa il tempo ed in ordinata il numero di cellule vitali, si ottiene la curva di crescita batterica, che ci dà un'indicazione dell'andamento della crescita in una popolazione batterica. La curva può essere divisa in quattro sezioni:
- Fase di latenza (fase lag): è il periodo impiegato dal microrganismo ad adattarsi all'ambiente.
- Fase di crescita esponenziale (fase log): dove il microrganismo si moltiplica velocemente, sfruttando al massimo le risorse dell'ambiente. È possibile mantenere le colture in questa fase trasferendo i batteri in nuovi terreni (coltura continua).
- Fase stazionaria (idiofase): dove il microrganismo arresta la sua crescita, poiché uno o più nutrienti sono terminati. I batteri che si dividono e quelli che muoiono sono in equilibrio, alcune cellule entrano in uno stato di latenza in attesa di condizioni migliori. Alcuni batteri in questa fase iniziano a produrre metaboliti secondari (es. antibiotici), che il batterio usa per ridurre la competizione, ostacolando la vitalità di microrganismi potenziali competitori. I metaboliti secondari vengono spesso utilizzati nel campo della ricerca e produzione farmacologica.
- Fase di declino (o di morte): dove il numero di microrganismi comincia ad abbassarsi, poiché le cellule morte iniziano a superare quelle in divisione o in latenza. La pendenza della curva è diversa se si contano le cellule vive (maggiore pendenza) oppure corpi cellulari (minore pendenza). Questo perché le cellule muoiono, ma non lisano subito; è possibile fare questa osservazione mediante colorazioni apposite.

### Curva di crescita diauxica

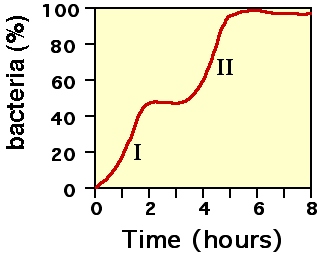
Curva di crescita diauxica, caratterizzata da due fasi di crescita esponenziale.

La teoria della crescita diauxica venne descritta dal biologo Jacques Monod. Egli eseguì i suoi studi sulle colture batteriche di E. coli, coltivate in presenza di glucosio e uno zucchero più complesso, ad esempio il lattosio, osservando che i batteri utilizzano in via preferenziale il glucosio, e solo dopo averlo terminato iniziano a produrre gli enzimi necessari per scindere gli altri zuccheri. L'idea di fondo è che il batterio non spreca energia producendo uno specifico enzima quando sono disponibili altri zuccheri semplici come il glucosio. La curva di crescita di un batterio coltivato in queste condizioni viene detta diauxica, ed è caratterizzata da una successione di due fasi di crescita esponenziale, separate da una fase di latenza, che occorre al batterio per sintetizzare il secondo enzima.

## Parametri per misurare la crescita
Durante la fase esponenziale, tutti i microrganismi si dividono in un intervallo di tempo fisso. Il tempo necessario alla riproduzione di una cellula, e di conseguenza al raddoppio della popolazione, viene detto tempo di generazione.
Se si considera una determinata specie batterica che si divide, per esempio, ogni 20 minuti. Partendo dal tempo 0 avremo un numero di cellule ben definito che chiameremo popolazione al tempo 0 o popolazione iniziale, dopo 20 minuti si formerà la prima generazione o popolazione al tempo 1 che conterrà il doppio delle cellule rispetto alla popolazione al tempo 0. Dopo ulteriori 20 minuti, quindi dopo 40 minuti dal tempo 0, si formerà la seconda generazione o popolazione al tempo 2 che conterrà a sua volta il doppio delle cellule rispetto alla popolazione al tempo 1 e il quadruplo rispetto alla popolazione al tempo 0.
Quindi durante la fase di crescita esponenziale dell'esempio ogni venti minuti, la popolazione batterica raddoppia di numero ogni venti minuti. Nella fase di crescita esponenziale, pochissime cellule vanno incontro alla morte e quindi il numero di cellule che muoiono è trascurabile rispetto a quelle vive che si dividono e raddoppiano al trascorrere di ogni intervallo di tempo di generazione. 
Per cui il numero di microrganismi di una popolazione in fase di crescita esponenziale è dato sempre da {\displaystyle 2^{n}}, dove n è il numero di generazioni. In genere si conoscono il numero di cellule al tempo t (Nt) e il numero iniziale di cellule o numero di cellule al tempo 0 (N0). Da essi si può conoscere il numero di generazioni (n).
Infatti:
{\displaystyle N_{t}=N_{0}\times 2^{n}}
Prendendo il logaritmo in base 10 dei due membri dell'equazione si ottiene:
{\displaystyle \log N_{t}=\log N_{0}+n\times \log 2}
da cui:
{\displaystyle n={\frac {\log N_{t}-\log N_{0}}{\log 2}}={\frac {\log N_{t}-\log N_{0}}{0,301}}}
La velocità di crescita (R) è data dal rapporto del numero di generazioni (n) e il tempo di incubazione (t):
{\displaystyle R={\frac {n}{t}}}
Il tempo necessario al raddoppio della popolazione o tempo di generazione (G) è:
{\displaystyle G={\frac {1}{R}}}
da cui si ottiene anche:
{\displaystyle R={\frac {1}{G}}}

## Misurazione della crescita batterica
I metodi per determinare la popolazione batterica sono:
- misurare il numero delle cellule.
- misurare la massa cellulare.

### Misurazione del numero di cellule
Si può misurare il numero delle cellule attraverso tre strategie: 
- Osservazione con la camera contacellule.
- Determinazione la conta vitale.
- Uso di strumentazione automatizzata.[1].

#### Camera conta cellule
La camera contacellule (camera di Petroff-Hausser) è costituita da un vetrino su cui è incisa una griglia di quadratini di dimensioni note, griglia che può contenere un determinato volume di campione. La conta dei batteri viene effettuata al microscopio ottico (per contare le cellule senza utilizzo di coloranti viene utilizzato un microscopio ottico a contrasto di fase). La conta viene effettuata su diversi quadrati per poi effettuare una media dei conteggi. Contando i batteri presenti all'interno delle celle e moltiplicandolo per il volume totale contenuto nella camera si può avere una stima del numero di batteri presenti nel campione. Questo metodo però sovrastima il numero di batteri in quanto tiene conto di cellule morte e, contemporaneamente, lo sottostima per via della difficoltà nel riconoscere le cellule di dimensioni inferiori.

#### Conta vitale

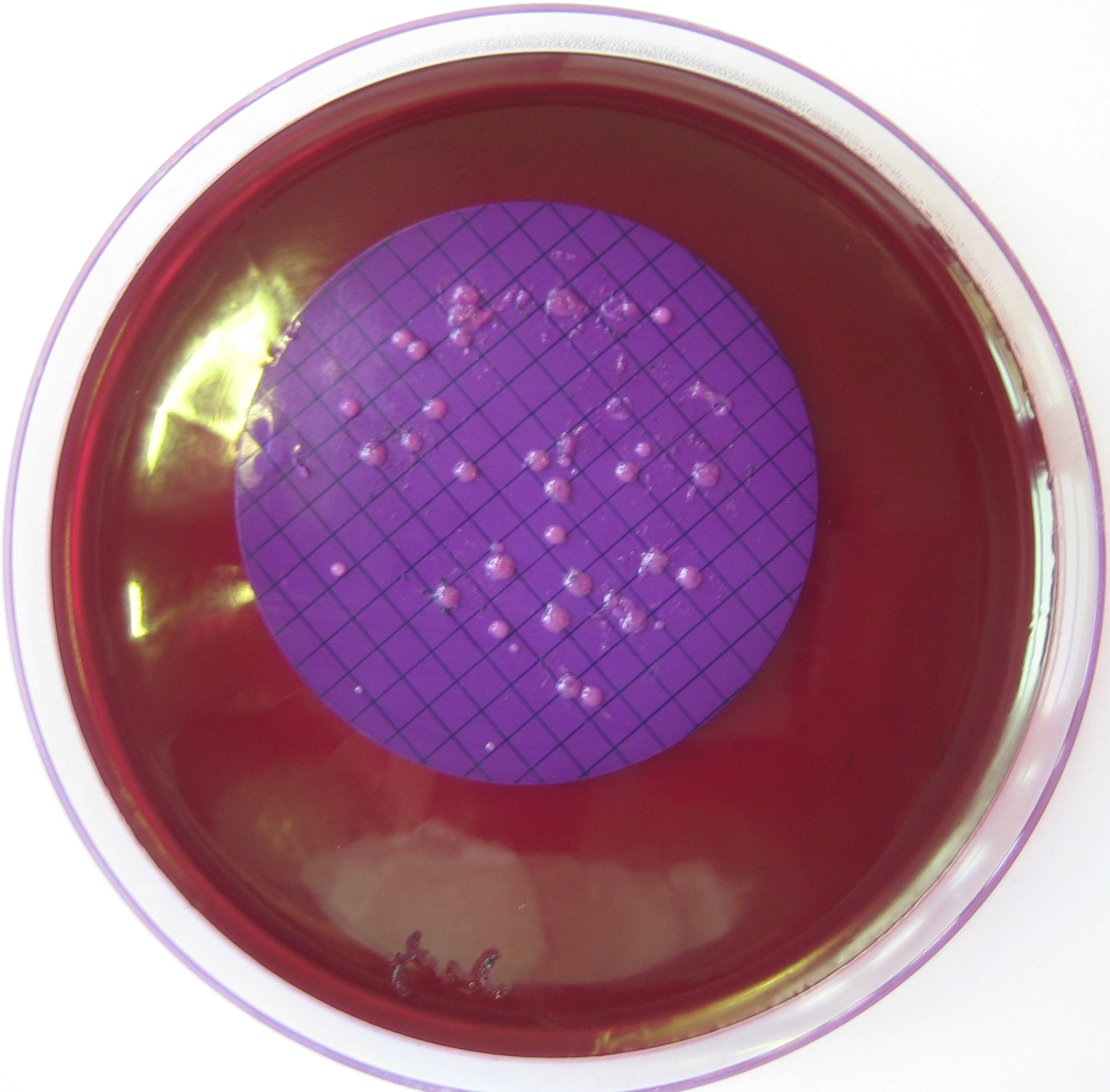
Una piastra di Petri contenente una membrana filtrante dove si possono chiaramente notare le UFC.

La conta vitale è la determinazione del numero delle cellule vitali, cioè capaci di riprodursi e quindi formare colonie.
Il conteggio delle cellule vitali si può applicare ai terreni solidi o liquidi. Nei terreni liquidi il campione viene diluito e aggiunto a un terreno liquido limpido, dopo un opportuno periodo di incubazione si procede a verificare la presenza di torbidità nel terreno, aiutandosi con strumenti automatizzati come i turbidimetri. Per quanto riguarda i terreni solidi, il campione viene addizionato all'agar, una sostanza gelificante derivata dalle alghe, e poi incubato nelle piastre di Petri (piastramento per inclusione), oppure aggiunto sulla superficie della piastra già contenente l'agar (piastramento in superficie). Il piastramento per inclusione, richiede il riscaldamento dell'agar per un limitato periodo, questo trattamento altera o uccide le cellule più sensibili. Inoltre nel piastramento per inclusione il campione di origine viene diluito, anche più di una volta, in modo da ottenere sulla piastra delle colonie isolate. Un campione non opportunamente disciolto potrebbe presentare colonie di microrganismi sovrapposte. Ne deriva che il numero dei microrganismi sarà sottostimato in quanto, per effetto della sovrapposizione, si avranno meno colonie da contare. Per questo, piuttosto che il numero dei microrganismi si preferisce contare le unità formanti colonie, indicate con la sigla UFC. Un campione troppo diluito invece porterebbe a un numero di colonie troppo basso dal punto di vista statistico. Il numero ideale di colonie che un campione dovrebbe produrre su una piastra è compreso fra le 25 e le 250 colonie. Il numero di colonie ottenuto nella piastra va moltiplicato per il fattore di diluizione applicato.
Esempio: 1 ml di campione originale viene diluito secondo 1:106. Il piastramento del campione ha dato 120 colonie. 
Quindi la conta vitale sarà:
{\displaystyle 120colonie\times 10^{6}=1,2\times 10^{8}batteri/ml.}
L'uso delle membrane filtranti è un altro buon metodo per misurare la popolazione batterica. Il campione viene prima filtrato attraverso delle membrane filtranti di cellulosa, che successivamente vengono poste in una piastra con terreno adeguato. Dopo l'incubazione si possono osservare e contare le colonie presenti.

### Misurazione della massa cellulare
Le cellule vengono isolate dal campione tramite precipitazione o centrifugazione. A seconda della quantità di acqua eliminata si potrà determinare il peso umido o il peso secco e avere una stima della quantità di batteri presenti.

## Effetti dell'ambiente sulla crescita batterica
La crescita dei microrganismi è fortemente influenzata dall'ambiente e dai suoi cambiamenti. Di seguito alcuni fattori che ne influenzano la crescita.

### Attività dell'acqua
Le membrane cellulari sono selettivamente permeabili e l'acqua provoca profondi cambiamenti nel suo passaggio dall'ambiente all'interno della cellula e viceversa. Il movimento descritto è l'osmosi. Possiamo trovarci di fronte a due situazioni:
- Ambiente ipertonico: l'acqua fuoriesce dalla cellula verso l'ambiente. Di conseguenza la cellula si disidrata e la membrana citoplasmatica si trova più lontana dalla sua parete. In queste condizioni la cellula perde la sua attività metabolica e cessa di crescere.
- Ambiente ipotonico: l'acqua entra nella cellula fino a farla scoppiare. In genere la cellula evita ciò grazie a una parete rigida che conferisce forma e integrità alla cellula. Oppure utilizza i soluti compatibili per neutralizzare l'ipotonicità dell'ambiente, cioè sostanze compatibili che non alterano l'attività metabolica e la crescita cellulare, .

### pH
Il pH influenza notevolmente l'attività delle proteine e in particolare degli enzimi. In base all'intervallo di pH ottimale si distinguono batteri:
- acidofili: pH acido, <7,0
- neutrofili: pH neutro =7
- alcalofili: pH basico, >7,0

### Concentrazione di O2
In base alle diverse interazioni con l'O2, un microrganismo può rientrare in una delle seguenti categorie:
- Aerobio obbligato: cresce esclusivamente in presenza di O2. Produce energia dalla via respiratoria che utilizza O2 come accettore terminale di elettroni.
- Micro aerofilo: cresce solo a ridotte concentrazioni di Ossigeno (2%)

- Anaerobio facoltativo I: cresce in presenza di O2 generando energia attraverso la via respiratoria con O2 che è l'ultimo accettore di elettroni, ma può adottare anche vie anaerobie per produrre energia quando O2 scarseggia.

- Anaerobio facoltativo II: cresce sia in presenza sia in assenza di O2 generando energia attraverso la via respiratoria con O2 oppure con altri composti come l'azoto (batteri denitrificanti) o lo zolfo (solforiduttori).

- Anaerobio obbligato: cresce esclusivamente con meccanismi che producono energia senza O2. L'ossigeno molecolare è letale per questo tipo di microrganismo.
- Anaerobio tollerante: cresce mediante meccanismi anaerobi e tollera la presenza di O2 anche se non lo utilizza.

#### Prodotti dell'ossigeno
L'ossigeno è presente per il 21% nell'atmosfera terrestre sotto forma di ossigeno molecolare O2., una molecola altamente reattiva che tende ad ossidare la maggior parte delle sostanze con cui viene in contatto. L'O2 tende a "strappare" elettroni anche a tutti i costituenti cellulari (lipidi, DNA, RNA, proteine ecc.) procurando danni gravissimi alla cellula. Quindi tutti gli organismi che utilizzano O2 possiedono un efficace sistema di difesa da O2 e da tutti i radicali liberi che esso genera costituito dalla produzione di un insieme di sostanze dette antiossidanti.

### Temperatura
La temperatura influenza di molto la velocità delle reazioni chimiche, il metabolismo e di conseguenza anche la crescita dei microrganismi. Aumentando gradatamente la temperatura la velocità delle reazioni aumenta fino a raggiungere un valore massimo. Alzando ulteriormente la temperatura la velocità diminuisce drasticamente perché a elevate temperatura enzimi, proteine di trasporto e altre proteine denaturano e la membrana cellulare viene distrutta. Ponendo in un grafico la velocità di crescita in funzione della temperatura, la curva che ne risulta è a forma di campana. Su di essa si possono individuare tre punti, chiamati temperature cardinali. Esse sono: la temperatura minima, ottimale e la massima.
- Temperatura minima: la temperatura sotto la quale non si assiste a crescita
- Temperatura ottimale: è la temperatura a cui la velocità di crescita è massima.
- Temperatura massima: è la temperatura oltre la quale la cellula comincia a subire danni anche letali.

Queste temperature sono caratteristiche delle specie, le quali si possono identificare in una delle seguenti categorie:
| Categoria     | Temperatura minima | Temperatura ottimale | Temperatura massima | Tipo ambiente                                                | Esempi                                                                       |
| ------------- | ------------------ | -------------------- | ------------------- | ------------------------------------------------------------ | ---------------------------------------------------------------------------- |
| Psicrofili    | 0 °C               | 15 °C                | 20 °C               | Artico, Antartico, ghiacci, nevai, oceano                    | Pseudomonas, Flavobacterium, Achromobacter                                   |
| Psicrotrofi   | 0 °C               | 20 °C - 30 °C        | 35 °C               | nei cibi refrigerati                                         | principalmente funghi                                                        |
| Mesofili      | 15 °C              | 20 - 40 °C           | 45 °C               | Essere umano                                                 | I principali patogeni dell'uomo                                              |
| Termofili     | 45 °C              | 65 °C                | 70 °C               | Sorgenti termali, aree vulcaniche, impianti di riscaldamento | Bacillus thermoleovorans                                                     |
| Ipertermofili | >70 °C             | 85 - 100 °C          | 120 - 130 °C        | Sorgenti idrotermali, fumarole, aree vulcaniche              | Pyrococcus woesei, Thermotoga maritima, Pyrolobus fumarii, Thermus aquaticus |

A temperature basse i microrganismi devono adottare sistemi di protezione al freddo. La membrana dei batteri adattati a questi climi è composta da acidi grassi insaturi in modo da farla rimanere semifluida. Inoltre le proteine, gli enzimi ecc. sono adatti a resistere al freddo. Ad alte temperature invece le membrane sono più ricche di acidi grassi saturi e le proteine sono termostabili, inoltre la struttura secondaria degli acidi nucleici (RNA e DNA) sembra stabilizzata dalla sovrabbondanza di basi guanina e citosina, che, formando tra loro legami tripli, richiedono un maggior quantitativo di energia per essere destrutturati, caratteristica che rende gli acidi nucleici più resistenti alle alte temperature. L'aggiunta in basi G e C è garantita da modificazioni post-trascrizionali.

### Radiazioni
Alcuni tipi di radiazioni elettromagnetiche sono estremamente dannose per gli organismi viventi. Esistono vari tipi di radiazioni dannose:
- Radiazioni ionizzanti: sono radiazioni a lunghezza d'onda molto breve e ad alto contenuto energetico. Esse causano la perdita di elettroni degli atomi che si trovano sul loro percorso in un processo noto come ionizzazione. Le radiazioni ionizzanti sono di due tipi: direttamente ionizzanti (es. particelle cariche accelerate) e indirettamente ionizzanti (es. raggi gamma e raggi X). Bassi livelli di radiazione provocano mutazioni e sono indirettamente letali mentre alti livelli sono causa diretta di morte.

- Radiazioni ultraviolette: sono radiazioni di breve lunghezza d'onda e alto contenuto energetico. Tra queste vi è quella dove il DNA ha il picco di assorbimento più alto (260 nm). Sono letali. Alcune radiazioni sono bloccate dallo strato di ozono. I batteri hanno vari sistemi di riparazione che si contrappongono ai danni delle radiazioni.

### Pressione
La pressione della superficie terrestre è 1 atm e gli organismi viventi si sono evoluti in funzione di essa e non ne sentono l'effetto. Tuttavia ci sono luoghi sulla Terra in cui la pressione è più alta come ad esempio la profondità degli oceani. I microrganismi reagiscono in maniera diversa alla pressione. Ci sono i batteri barotolleranti che tollerano un aumento di pressione, ci sono batteri non tolleranti e ci sono batteri che crescono meglio a pressione elevata. Questi ultimi sono i cosiddetti barofili.